# ZBrush
ZBrush је дигитални алат за обликовање који комбинује 3Д / 2.5Д моделирање, текстурисање и сликање. Користи власничку "пиксол" технологију (види испод) која чува информације о осветљењу, боји, материјалу и дубини за све објекте на екрану. Главна разлика између ZBrush-a и традиционалнијих програма за моделирање је у томе што је више сличан обликовању.
ZBrush се користи за креирање модела високе резолуције (који могу достићи до 40+ милиона полиигона) за употребу у филмовима, играма и анимацијама, од компанија као што су ILM и Weta Digital до Epic Games и Electronic Arts. ZBrush користи динамичке нивое резолуције како би омогућио моделарима да направе глобалне локалне промене у својим моделима. ZBrush је најпознатији по томе што је у стању да обликује детаље од средњих до високих фреквенција које су традиционално обојене у такозване бумп мапе. Резултирајући детаљи о мрежи се онда могу изводити као нормалне мапе које се користе на low poly верзији истог модела. Могу се извести и као мапа помака, иако у том случају low poly верзија обично захтева већу резолуцију. Или кад се једном заврши, 3Д модел се може пројектовати у позадину, тако да постаје 2.5Д слика (на којој се могу применити даљи ефекти). Тада рад може почети на другом 3Д моделу који се може користити у истој сцени. Ова функција омогућава корисницима да раде са компликованим сценама без тешких процесорских трошкова.
ZBrush је развила компанија Pixologic Inc, коју је основао Офер Алон (познат и под именом "Пиксолатор") и Џек Римок. Софтвер је представљен 1999. године на SIGGRAPH-u. Демо верзија 1.55 изашла је 2003, а 3.1 је издата 2007. ZBrush 4 за Windows и Mac систем је објављен 21. априла 2009. за издање у августу, али је касније одложен. Верзија 3.5 је објављена у септембру исте године и укључује неке од нових функција које су првобитно биле намењене за ZBrush 4.
Кроз GoZ (енг."Go ZBrush"), доступан у верзији 4, ZBrush нуди интеграцију са Autodesk Maya, Autodesk 3ds Max, Cinema 4D, LightWave 3D, Poser Pro, DAZ Studio, EIAS, Modo и Blender.

## Pixologic
Основана 1997. године, Pixologic Inc. развија и продаје иновативне софтверске алате за тржиште филмова и видеа, игре, графичкoг дизајнa и илустрације.

## Индустрија
ZBrush је познат по свом снажном утицају на филмску и VFX индустрију, за коју је награђен наградом за научна и техничка достигнућа. Његов утицај може се видети и у визуелном квалитету ААА наслова из индустрије видео игара. Студији свих врста стално настоје да постигну следећи ниво креативности, што им ZBrush омогућава.
ZBrush се такође користи и као програм за илустрације (реалистичне или уметничке), као и у уређивању 3Д скенирања или изградње сложених фугура за 3Д штампање.
Комбинују дигиталне алате са осећајем "ручног обликовања".
Вишеструке друге индустрије користе ZBrush за ствари као што су научна визуализација, историјска реконструкција, дизајн гравирања, дизајн производа и још много тога.

## Пиксол
Као пиксел, сваки пиксол садржи информације о X и Y положају и вредностима боја. Поред тога садржи информације о дубини (или позицији Z), оријентацији и материјалу. Датотеке повезане са ZBrush-ом чувају информације о пикселима, али када се те мапе извоз (нпр. у JPEG или PNG формате) оне се померају и подаци из пиксела се губе. Ова техника је по концепту слична вокселу, другој врсти 3Д пиксела.

## Карактеристике
ZBrush долази са многим карактеристикама које помажу у обликовању модела и мрежа.

### 3Д Четкице
Почетне ZBrush верзије долазе са 30 3Д четкица са више доступних преузимања. Свака четкица нуди јединствене атрибуте као и општу контролу над притиском, интензитетом и величином. Алфе које се користе за креирање специфичног обрасца или облика и текстуре, такође су уређиве четкице.

### 3Д сликање
Модел у ZBrush-у може имати онолико полигона колико и највећа мапа текстура има пикселе, слика на 3Д моделу у ZBrush-у користи полигонско осликавање. Оно се састоји од сликања сваког врха на површини модела без претходног додељивања мапе текстуре или чак стварања повезаних UV-а. Могуће је истовремено сликати и обликовати, стварајући површинске детаље који одговарају жељеним бојама.
Може сликати фото-реалне боје и детаље чак и пре него што је финална мрежна топологија модела завршена.
ZBrush може послати модел за сликање заснован на пројекцији или чак у 3Д стварању текстуре у реалном времену, у зависности од могућности едитор програма коме шаље.

### Полигонско осликаваћжње
Полигонско осликавање (енг. Polypainting) омогућава корисницима да сликају на површини објекта без потребе да прво доделе мапу текстуре додавањем боје директно на полигоне.

### Илустрација
ZBrush даје и могућност обликовања и у 2.5Д и долази с неколико четкица за ту сврху. Пиксол ставља надоле када обликује или илуструје у 2.5Д, садржи информације о својој боји, дубини, материјалу, позицији и информацији о осветљењу.

### Трансподер
ZBrush има карактеристику сличну скелетној анимацији у 3Д програмима. Функција трансподера омогућава кориснику да изолује део модела и постави га без потребе за подешавањем скелета.

### ZSpheres
Корисник може креирати основну мрежу са јединственом топологијом, а затим је претворити у скулптурални модел почевши од једноставне лопте и издвајањем више "ZSpheres" док се не створи основни облик жељеног модела.

### GoZ
Представљен у ZBrush 3.2 OSKS, GoZ аутоматизује постављање сенчаних мрежа за нормалне, помичне и текстуалне мапе 3Д модела у GoZ омогућеним апликацијама. Након слања мреже назад на ZBrush, GoZ ће аутоматски ремапирати постојеће детаље високе резолуције на улазну мрежу. GoZ ће водити рачуна о операцијама као што су исправљање тачака и редослед полигона. Ажурирана мрежа је одмах спремна за даље детаље, издвајање мапа и пренос на било коју другу GoZ омогућену апликацију.

### Best Preview Render
Укључен је и комплетни рендер пакет под називом Best Preview Render, који омогућава употребу пуних 360° окружења мапа за осветљење сцена HDRI слика. BPR укључује нови систем за манипулацију светлом под називом LightCaps. Уз то не само да може прилагодити како су светла у сцени смештена око модела, већ и генерисати окружења базиран на њој за HDRI рендер касније. Омогућава и прилагођавања материјала у реалном времену. Карактеристике материјала, као што је подземно распршавање, подржане су као рефлексије у окружењу и скенирање. BPR такође укључује скуп уграђених филтера који се могу користити у реалном времену за стварање драматичних ефеката и корекција без додиривања другог програма за манипулацију фотографијама.

### DynaMesh
Омогућава ZBrush-u да брзо генерише нови модел са равномерном дистрибуцијом полигона, како би побољшао топологију модела и елиминисао истезање полигона. Нема ограничења у ономе што може постати. Омогућава креирање читавог карактера из исте сфере без неравномерне геометрије.
Када се растегне глина или јој се дода обим, сама глина задржава исту основну конзистенцију и исту капацитет за детаље на својој површини. Ова опција доноси такво искуство дигиталном свету.
Регенерише геометрију, уклањајући све растегнуте полигоне тако што ствара површину оптимизовану за обликовање и једнаку расподелу полигона по површини. Полазна тачка се може константно развијати.

### Fibermesh
Fibermesh је функција која омогућава корисницима да развију полигонска влакна из својих модела или да направе разне ботаничке предмете.То је такође начин за уређивање и манипулисање великим количинама полигона одједном помоћу Groom четкица.

### ZRemesher
То је систем аутоматске ретопологије који се раније звао QRemesher и који ствара нову топологију засновану на оригиналној мрежи. Нова топологија је генерално чистија и униформнија. Овај процес такође може бити вођен од стране корисника да би нова топологија пратила криве у моделу и задржала виже детаља у одређеним областима.

### Shadowbox
Shadowbox омогућава кориснику да нацрта грубу силуету онога што жели да моделира у унутрашњости виртуелне кутије. У реалном времену све измене на цртежима примењују се на 3Д модел, након чега се могу применити додатне информације. Ова особина се најбоље може користити за моделирање тврдих површина.

### Snapshot3D
SpotLigh v1.0 је омогућио уметницима да пројектују информације о боји било које текстуре на обликовану површину као полигонко осликавање. Такође је омогућено да се исте површине наносе на површину било ког модела као скулптуралне појединости. Snapshot3D садржи све оригиналне карактеристике и омогућава претварање било које слике сиве скале (алфа) у 3Д модел.
Изворне слике се могу модификовати или комбиновати преко Boolean-type типа додавања или одузимања да би се створио још сложенији 3Д облик.

### ZRemesher v3.0
Алат за аутоматску ретопологију био је кључна компонента у модерном радном процесу ZBrush уметника. У најновијој верзији прешао је у ZRemesher v3.0. Побољшани систем може одржавати згужване ивице и аутоматски детектовати оштре површинске углове, идеалне за механичке моделе. Резултати су ефикаснији завршни полигони са повећањем брзине.

### Universal Camera
Систем камера је надограђен у ZBrush 2019. Уметници сада могу прецизно да се повежу са жижном даљином увезених фотографија и 3Д рендера. Сада је могуће извозити или увести поставке ZBrush фотоапарата за употребу у било којој 3Д апликацији, отварајући путању богатих 2Д сложених илустрација, користећи снажан ZBrush BPR или NPR рендерер помeшан са другим 3Д решењима као што је KeyShot.
Универзална камера ZBrush-у нуди потпуну контролу над жижном даљином, исецањем итд. Подржава поништавање и понављање покрета камере. Постоји чак и складиштење различитих подешавања фотоапарата, што олакшава проналажење савршене финалне композиције.

### Intersection Masker
Intersection Masker омогућава генерисање маске где се геометријска острва укрштају на изабраном SubTool-у. То је савршено решење за креирање сложених маски са само неколико кликова.

### ZColor
ZColor плагин је нови менаџер боја за све задатке дигиталног сликања. Поседује палету боја, изабрану да најбоље изрази расположење уметника које жели да креира и омогућава доследне резултате. ZColor фајлови се такође могу делити са другима, помажући тимовима да створе заједнички поглед на пројекте.

### Фолдери
Убрзана продуктивност помоћу новог система фасцикли. Ова функција такође омогућава примену акција на све садржане мреже одједном, као што су Move, Scale, Rotate, Duplicate, Delete, Hide/Show PolyPaint, Live Boolean и многе друге.

### ZBrushCore 2018 / VDM: Vector Displacement Mesh Brushes
ZBrushCore 2018 увео је две нове тачке: Chisel3D and ChiselCreature четке. Ове четкице Vector Displacement Mesh омогућују да се направи 3Д алфа која ће подржати дужину или нацртати сложене објекте на површини једним потезом четке. Цртање делова комплексних модела без понављања.

#### Gizmo 3D Deformers
Gizmo 3D деформери у ZBrushCore-у 2018 укључују шест од 27 деформера пронађених у пуној верзији ZBrusha. Сваки деформер има јединствени скуп карактеристика који омогућава брзе измене облика које не би биле могуће путем потеза четкице.

##### Gizmo 3D Primitives
ZBrushCore 2018 такође пружа Gizmo 3D јединствен начин за брзо дизајнирање помоћу једноставних геометријских облика. Уметници могу слободно прилагодити геометрију која дефинише сваки облик, чак и након што је облик нанесен на површину. Користећи овај систем, неколико "примитиваца" се може претворити у читаву библиотеку скулптуралних облика.

#### Decimation Master
Смањивање броја полигона виших модела на веома ефикасан начин. Оптимизација већих полигона уз сачуване обликоване детаље. Могућност експортовања у друге 3Д пакете.

#### 3D Print Hub
Овај 3Д штампач нуди извоз модела за 3Д штампање, величину мрежа у милиметрима или инчима. Могуће експортовање у OBJ, STL у VRML фајлове.

### Рендер
Уз интегрисани систем рендеровања који се налази у ZBrush-у уметник може да прикаже свој готов модел у току рада. Такође постоји и додавање различитих филтера за пост-процесирање ради побољшања рендера кроз један клик. Постигнути ефекти као што су изоштравање слике, сенчење у стилу целета или стварање фотореалистичног изгледа. Излаз може бити једна слика са одвојеним каналима (алфа, сенке, итд.) или једноставна анимација као грамофон.

#### KeyShot
KeyShot је прва апликација за праћење трага у реалном времену која користи физички исправан механизам за рендеровање, разбијајући сложеност стварања фотографских слика и анимација из 3Д дигиталних података. ZBrush има инетеграцију KeyShot. То је један од лакших и прецизнијих софтвера за рендеровање. KeyShot за ZBrush омогућава сликање, осветљавање и преглед модела у реалном времену уз могућност слања свих промена модела на KeyShot.

## Спољашне везе
- https://www.ilm.com/
- https://www.wetafx.co.nz/
- https://www.epicgames.com/site/en-US/home
- http://pixologic.com/
- http://zbrushcore.com/features Архивирано на веб-сајту  (17. мај 2019)
- http://docs.pixologic.com/user-guide/3d-modeling/modeling-basics/creating-meshes/
- https://www.keyshot.com/